# Райт, Лонни
Лоуренс «Лонни» Райт (англ. Lawrence "Lonnie" Wright; 23 января 1945 года, Ньюарк, Нью-Джерси, США — 23 марта 2012 года, Саут-Ориндж, Нью-Джерси, США) — американский профессиональный баскетболист и футболист, который выступал в Американской баскетбольной ассоциации, где отыграл пять из девяти сезонов её существования. Кроме того в течение одного сезона выступал в Национальной футбольной лиге за «Денвер Бронкос».

## Ранние годы
Лонни Райт родился 23 января 1945 года в городе Ньюарк (штат Нью-Джерси), где учился в средней школе Саут-Сайд, в которой играл за местную баскетбольную команду.